# Forrest Gump
Forrest Gump este un film american, din 1994, despre viața din anii 1950, până în anii 1980 din această țară. Filmul a fost regizat de Robert Zemeckis și distins cu 6 premii Oscar.
Filmul se bazează pe romanul din 1986 al lui Winston Groom. Ambele se concentrează pe personajul Forrest Gump. Totuși, filmul se axează în principal pe primele unsprezece capitole ale romanului, înainte de a sări direct la sfârșitul cărții, unde sunt prezentate fondarea companiei Bubba Gump Shrimp Co. și întâlnirea cu Forrest Jr..
Pe lângă faptul că omite anumite părți ale romanului, filmul adaugă mai multe elemente noi în viața lui Gump care nu apar în carte, cum ar fi nevoia de a purta aparate ortopedice la picioare în copilărie și călătoria sa alergând prin Statele Unite ale Americii.

## Prezentare
Filmul a avut un enorm succes comercial, având încasări de 677 de milioane de dolari americani. Filmul a primit 13 nominalizări la Premile Oscar, din care a câștigat șase, printre care: Cel mai bun film, Cel mai bun regizor (Robert Zemeckis) și Cel mai bun actor (Tom Hanks), Efecte vizuale.
Filmul diferă în mod substanțial de romanul lui Winston Groom, pe care s-au bazat realizatorii săi. Filmările au avut loc în 1993, în Georgia (îndeosebi Savannah), Carolina de Nord și Carolina de Sud.
Povestea începe cu o pană căzând la piciorul lui Forrest. Forrest o ia și o pune în geanta sa. Așezat pe o bancă așteptând autobuzul, Forrest, pe parcursul filmului, își povestește viața care este aidoma penei luate de vânt. Ascultătorii se schimbă, unii vin, alții pleacă. După încheierea povestirii, în ultima parte a filmului, ne întoarcem în prezent, iar Forrest află de existența copilului său, un băiat, botezat de mama sa, Forrest Gump, precum tatăl său ...

## Distribuție
- Tom Hanks - Forrest Gump
- Michael Conner Humphreys - tânărul Forrest Gump
- Robin Wright - Jenny Curran
- Hanna R. Hall - tânărul Jenny Curran
- Gary Sinise - Lt. Dan Taylor
- Mykelti Williamson - Benjamin Buford "Bubba" Blue
- Sally Field - Mrs. Gump: mama lui Forrest
- Haley Joel Osment - Forrest Gump Jr.
- Peter Dobson - Elvis
- Dick Cavett - rolul său
- Sam Anderson - Principal Hancock
- Geoffrey Blake - Wesley
- Siobhan Fallon Hogan - Dorothy Harris
- Sonny Shroyer - antrenor Paul "Bear" Bryant
- Grand L. Bush, Michael Jace, Conor Kennelly și Teddy Lane Jr. - Black Panthers
- Richard D'Alessandro - Abbie Hoffman